# إثميا كبيرة
إثميا كبيرة (الاسم العلمي: Ethmia ultima) هي نوع من الحشرات تتبع جنس الإثميا من فصيلة الألاشستيات.